# Petre Gheorghiu
Petre Gheorghiu (n. 20 iunie 1929, Iași – d. 6 august 2000, București) a fost un actor român de teatru, film si televiziune, un renumit profesor de teatru.

## Biografie

### Familia
Petre Gheorghiu s-a născut la Iași și a fost fiul lui Vasile Gheorghiu, membru al Filarmonicii din Iași, a cântat sub conducerea unor dirijori celebri, ca Sergiu Celibidache și al Elenei Gheorghiu-Nistor, angajată a Teatrului Lucia Sturdza Bulandra, deținând funcția de cabinieră șefă. Conform celor declarate de mama actorului în repetate rânduri, familia lui e înrudită direct cu David Creangă, bunicul marelui scriitor și povestitor Ion Creangă.

### Activitatea profesională
A urmat studii la Conservatorul de Artă Dramatică din Iași, absolvit în 1950. Și-a început activitatea teatrală la Teatrul Național din același oraș, după care a fost remarcat de doamna Lucia Sturdza-Bulandra și în 1956 a fost adus de ea la Teatrul Municipal din București, unde actrița Lucia Strudza-Bulandra punea bazele unei trupe de elită sub titulatura „Teatrul Municipal”. La Teatrul Municipal, a avut o activitate teatrală bogată. A făcut parte din „generația de aur” a teatrului, generație care includea actori ca Ștefan Ciubotărașu, Fori Etterle, Clody Bertola, Victor Rebengiuc, Ileana Predescu, Irina Petrescu, Florian Pittiș, regizorul de teatru și film Liviu Ciulei, regizorul de teatru și film Lucian Pintilie, cărora li s-a alăturat mai târziu și actorul Toma Caragiu. După moartea doamnei Bulandra, Teatrul Municipal a devenit Teatrul Lucia Sturdza-Bulandra.
Renumit actor și profesor de teatru, a avut o școală particulară pe vremea când instituțiile particulare erau interzise de regimul dictatorial aflat la putere înainte de 1989. Rațiunea pentru care i s-a permis acest lucru a fost faptul că era un actor extrem de respectat de autorități, în ciuda faptului că era total apolitic. De asemenea, numeroși fii și fiice ale nomenclaturii s-au perindat pe la școala lui. Se știe că erau tratați cu aceiași intransigență și etică profesională și umană cu care erau tratați toți elevii lui. Clasa lui de teatru era compusă din tineri veniți din toate colțurile țării, iar admiterea era rezultatul unui proces foarte drastic. Numai cei deosebit de talentați erau acceptați, iar regimul de lucru impus trebuia respectat cu strictețe. Petre Gheorghiu obișnuia să organizeze clase de teatru cu grupul lui în satul Cheia, județul Prahova, o regiune montană din județul Prahova și la vremea respectivă puțin cunoscută în lumea turiștilor. De-a lungul timpului el a produs numeroși actori și actrițe de renume. Printre ei se numără Florian Pittiș, Ion Caramitru, Michaela Caramitru, Liana Ceterchi, Viriginia Mirea, Jeanine Stavarache, Dan Puric, Ștefan Bănică Jr., Florin Piersic Jr., Mihai Bisericanu, Daniela Nane, Petre Moraru, Valeria Ogășanu, Lamia Beligan, George Visu, Vladimir Găitan și mulți alții.
Debutul său pe ecran s-a produs în 1957, în filmul „Citadela sfărâmată”, în regia lui Haralambie Boroș în compania actriței Lica Gheorghiu, fata lui Gheorghe Gheorghiu-Dej, Președintele României. Intrat în producție în aprilie 1956 (după ce studioul renunță la o primă adaptare datorată lui Haralambie Boroș și Ion Daniel). Filmările au avut loc în august – decembrie 1956, cele interioare la Buftea, iar cele exterioare în București. A jucat numeroase alte roluri în film, teatru, televiziune și radio, roluri care au rămas în memoria teatrului și filmului românesc ca realizări de marcă. Printre realizările memorabile pe scena tetrului Bulandra se numără Nick în "Clipe de Viață" de William Saroyan, Trahanache în "Scrisoarea Pierdută" de Ion Luca Caragiale, și Sir Toby Belch în "A Douăsprezecea Noapte" de William Shakespeare.
Petre Gheorghiu a decedat în luna august a anului 2000 ca urmare a unor grave complicații cauzate de diabetul de care suferea de ani de zile. A fost înmormântat la Cimitirul Belu din București.

### Politică
I s-a acordat azil politic de două ori în America, o dată în timpul regimului Ceaușescu și a doua oară în timpul regimului Iliescu, după intervenția violentă a minerilor în București din iunie 1990. În timpul demonstrației anti-regimului Iliescu și anti-FSN din primăvara anului 1990 de la Piața Universității în București, Paul Gheorghiu a fost comentator politic și social pentru ziarul România Liberă, un ziar de opoziție. Petre Gheorghiu și soția lui erau suporteri ai lui Ion Iliescu și a grupului din spatele său, Frontul Salvării Naționale. Acesta a fost unul dintre principalele motive pentru care fiul lor s-a distanțat definitiv de ei, și după tragicele evenimente din iunie 1990, Paul Gheorghiu va deveni în cele din urmă cetățean american. Deși mai târziu el va face tentative în această direcție și a reluat legăturile, temporar, cu mama lui după moartea lui Petre, practic el nu se va reconcilia cu familia niciodată.

## Viața personală
Soție, Ani (Anica) Gheorghiu (20.07.1932- ). Născută în Basarabia, Republica Moldova de azi. Fiul său, Paul Gheorghiu, (n. 03.07.1953 - ) și el actor, a absolvit Institutul de Teatru în 1978 la clasa profesorului Amza Pelea. Vasile Gheorghiu, frate (n. 01.05.1937- d.2012), a fost actor la Teatrul Mic din București. A emigrat în Statele Unite în 1973 unde a devenit cetățean american.
Petre Gheorghiu are doi nepoți rezultați din căsătoria lui Paul Gheorghiu și Lucia Predescu. Amândoi sunt cetățeni americani. Vlad Gheorghiu (n.1989- ), e un muzician talentat asociat cu lumea rock and roll-ului american. Și-a schimbat numele în Vlad Holiday și, printre altele, e fondatorul și liderul formației de rock independent-alternative Born Cages. A concertat împreună cu formația Guns N' Roses, și cu formația The Claypool Lennon Delirium, formație a cărui lider e Sean Lennon, fiul lui John Lennon, fostul membru al formației Beatles. Matei Gheorghiu (n.1987- ), este designer-programator pentru firma Spotify, unul dintre liderii industriei de music streaming.

## Distincții
- Medalia Muncii (28 ianuarie 1954) „cu ocazia împlinirii a cinci ani de activitate a Teatrului de Stat din Arad, Teatrului de Stat din Brăila, Teatrului Maghiar de Stat din Cluj, Teatrului Evreiesc de Stat din București, Teatrului Maghiar de Stat din Oradea, Teatrului de Stat din Ploiești, Teatrului de Stat din Pitești, Teatrului de Stat din Reșița, Teatrului de Stat din Sibiu, Teatrului Maghiar de Stat din Sf. Gheorghe, Teatrului de Stat din Orașul Stalin, Teatrului Secuiesc de Stat din Târgu Mureș, Teatrului Evreiesc de Stat din Iași, Teatrului de Stat din Timișoara și pentru merite în activitatea artistică”[3]
- Ordinul Meritul Cultural clasa a IV-a (6 noiembrie 1967) „pentru merite deosebite în domeniul artei dramatice”[4]

## Piese de teatru
- Cezar și Cleopatra de George Bernard Shaw
- Ferma de David Storey
- Filumena Marturano de Eduardo De Filippo
- Frumosul cotidian de Ion Bucheru
- Gin Rummy de Donald L. Coburn
- Madame Sans-Gene de Victorien Sardou și Émile Moreau
- Meșterul Manole de Lucian Blaga
- Mincinosul de Carlo Goldoni
- O scrisoare pierdută de I.L. Caragiale
- Lungul drum al zilei către noapte de Eugene O'Neill
- Livada cu vișini de Anton Cehov
- Un tramvai numit dorință de Tennessee Williams
- Clipe de viață de William Saroyan
- Azilul de noapte de Maxim Gorki
- A douăsprezecea noapte de William Shakespeare
- Omul care a văzut moartea  de Victor Eftimiu
- Platonov de A. Cehov
- Sfântul Mitică Blajinul de Aurel Baranga
- Ultima oră de Mihail Sebastian
- Romeo și Julieta la sfârșit de noiembrie de Jan Otcenasek

## Filmografie
- Citadela sfărâmată (1957)
- Avalanșa (1959)
- Tudor (1963)
- Neamul Șoimăreștilor (1965)
- Mihai Viteazul (1971)
- Nunta de piatră (1972)
- Astă seară dansăm în familie (1972)
- Despre o anume fericire (1973)
- Un zâmbet pentru mai târziu (1974)
- Orașul văzut de sus (1975)
- Dincolo de pod (1976)
- Ultima noapte a singurătății (1976)
- Trei zile și trei nopți (1976)
- Roșcovanul (1976) - ceferistul Oprea
- Marele singuratic (1977)
- Trepte pe cer (1978) - contabilul Buzatu
- E-atît de-aproape fericirea (1978)
- Gustul și culoarea fericirii (1978)
- Totul pentru fotbal (1978) - contabilul Smeu
- Blestemul pămîntului – Blestemul iubirii (1980)
- Bietul Ioanide (1980)
- Lumina palidă a durerii (1980) - dublaj de voce
- Am o idee!... (1981) - tovarășul Smeu
- Ștefan Luchian (1981)
- De ce trag clopotele, Mitică? (1981)
- O scrisoare pierdută (spectacol TV, 1982) - Zaharia Trahanache
- Așteptînd un tren (1982)
- Prea tineri pentru riduri (1982)
- Horea (1984)
- Punct... și de la capăt (1987) - Grâu
- Moromeții (1987) - primarul Aristide
- Vulcanul stins (1987)
- Romeo și Julieta la sfârșit de noiembrie - teatru TV (1990)
- Mușcata din fereastră - teatru TV
- Destin fatal (1997)
- Terminus Paradis (1998)